# Brandy
Brandy là một loại rượu chưng cất được sản xuất bằng cách chưng cất rượu vang. Brandy thường chứa 35–60% độ cồn (70–120 chứng nhận Hoa Kỳ) và thường được tiêu thụ như món trợ tiêu hóa sau bữa tối. Một số rượu brandy được ủ trong thùng gỗ. Một số khác được nhuộm bằng màu caramel để bắt chước tác động của quá trình tăng độ tuổi. Một số được sản xuất bằng cách kết hợp cả quá trình tăng độ tuổi và phẩm màu. Nhiều loại rượu brandy vang có thể tìm ra trên khắp nơi sản xuất rượu thế giới. Trong số những loại nổi tiếng nhất là Cognac và Armagnac từ Tây Nam nước Pháp.
Theo nghĩa rộng hơn, thuật ngữ rượu brandy cũng biểu thị các loại rượu thu được từ quá trình chưng cất bã trái cây (tạo ra rượu brandy bã trái cây), hoặc rượu nghiền hoặc rượu vang của bất kỳ loại trái cây nào khác (rượu brandy trái cây). Những sản phẩm này còn được gọi là eau de vie (có nghĩa là "nước của sự sống").

## Lịch sử, xuất xứ

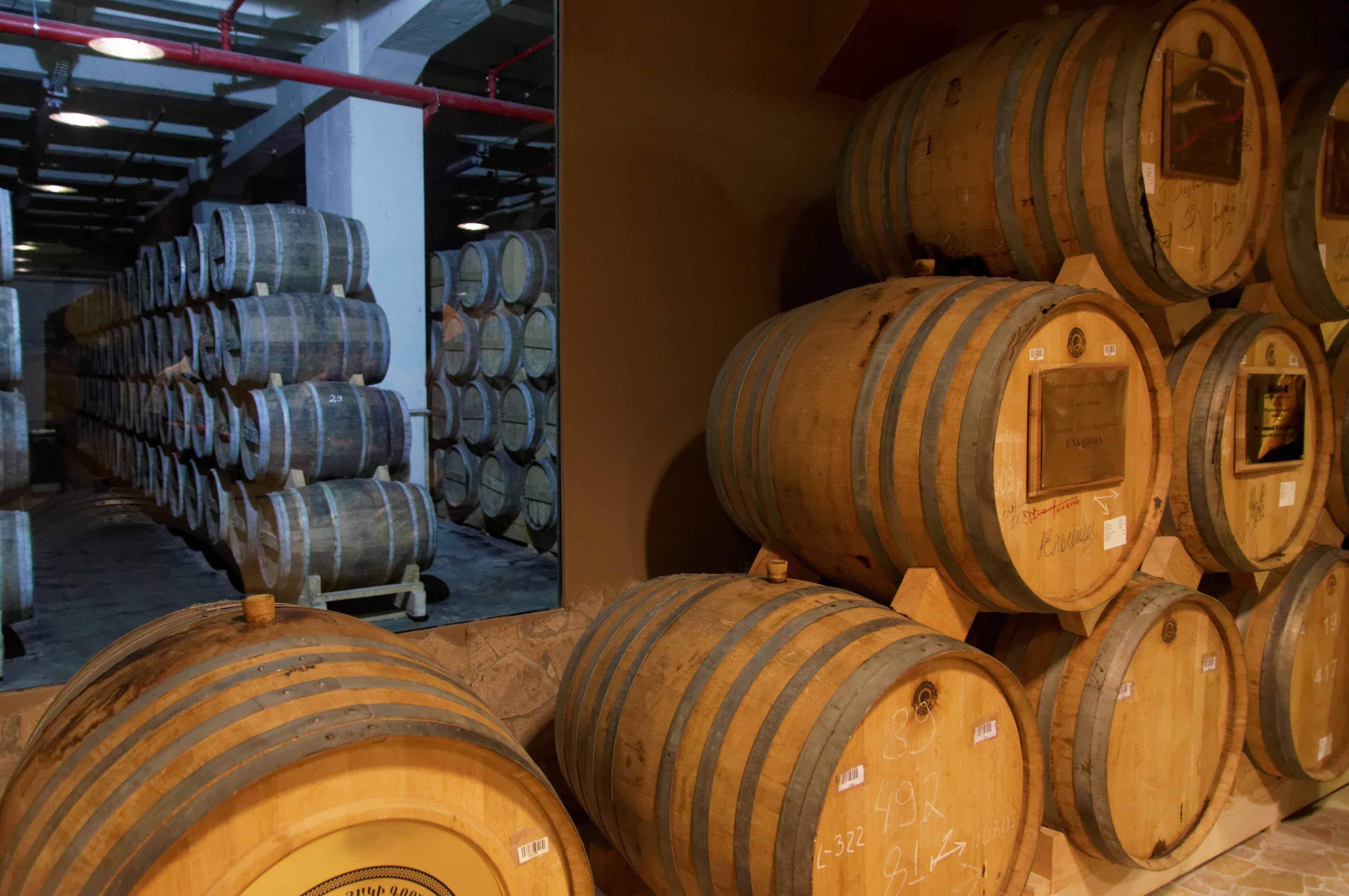
Thùng gỗ ngâm rượu

Rượu brandy đặt tên theo gốc tiếng Hà Lan brandewijin (burned-wine, rượu đã cháy) xuất phát từ một thương gia Hà Lan gốc Đức tên là Den Helkenwijk, người chuyên buôn rượu chát từ Pháp sang Hà Lan. Ông đã sáng tạo ra cách chưng cất cách thủy rượu vang chát, hình thành nên một loại rượu mạnh hơn về nồng độ, có thể tích ít hơn và vì vậy, giảm bớt chi phí cho vận chuyển
Rượu brandy được ngâm trong thùng gỗ nhằm cho phép oxy hóa nhẹ rượu, brandy ngấm màu của gỗ để trở thành màu hổ phách và hấp thụ hương thảo mộc từ gỗ

## Phân loại
Brandy có ba loại chính:

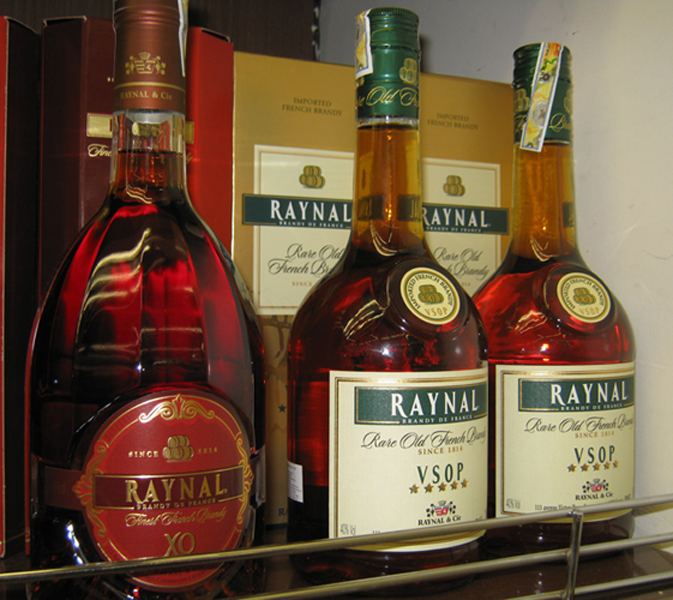
Rượu brandy nho

- Brandy nho: Được chế biến từ nước nho lên men, nước nho ép chứ không có thịt hay vỏ quả nho. Loại rượu này thường có thời gian lưu trữ khá dài trong thùng gỗ sồi để lên màu thêm mùi vị và trở nên ngon hơn.
  - Rượu brandy nho ở Mỹ chủ yếu sản xuất ở Califonia: Christian Brothers, Coronet, E&J, Korbel, và Paul Masson
  - Armagnac: loại Brandy cao tuổi nhất ở Pháp
  - Cognac
  - Lourinhã: thịnh hành ở Bồ Đào Nha
- Brandy táo: (Loại Grappa của Italia và Marc của Pháp là hai điển hình của loại brandy này) là loại brandy được làm từ thịt quả, vỏ, thân và phần còn lại của quả nho sau khi đã ép lấy nước, do đó có vị gắt nên phải thời gian ủ khá dài. Brandy táo thường có thời gian lưu trữ trong thùng gỗ tối thiểu nên có hương vị nồng đậm và có mùi vị đặc trưng của loại nho được chế biến đã bị mất đi ở brandy ủ lâu năm trong thùng gỗ.
- Brandy hoa quả là tên gọi chung cho tất cả các loại brandy lên men từ các loại trái cây nói chung trừ nho. Brandy hoa quả, trừ loại làm từ dâu, thường là làm từ các loại quả dùng để lên men rượu. Dâu không đủ độ ngọt để làm ra vang có đủ nồng độ cồn cần thiết để chưng cất và vì vậy thường được ngâm trong rượu mạnh để chiết lấy vị dâu và hương thơm.

## Các ký hiệu
- A.C.: Rượu có 2 năm ngâm trong thùng gỗ
- 3 Stars (3 sao, tương đương với V.S.-Very Special): Loại rượu tương đối trẻ tuổi, từ 3 đến 5 năm. Giá rẻ, được tiêu thụ nhiều.
- V.S.P. - Very Superior Pale: ít nhất 2 năm tuổi trong thùng gỗ
- V.S.O.P. (Very Special Old Pale): Tuổi từ 7 đến 10 năm. Màu vàng nhạt. Đắt vừa phải nên khá phổ dụng trong cả giới bình dân và quý tộc.
- Napoléon: Tuổi trên 10 năm. Napoléon không liên quan gì đến hoàng đế Napoléon của Pháp, mà chỉ mang nghĩa là "Hoàng đế của các lò rượu".
- Cordon Blue, Anniversary, Reserve Prince Hubert: tương tự Napoléon.
- X.O. (Extra Old): Khá đắt, tuổi thường trên 20 năm, chất lượng cao.
- Extra, Extra Veille hay Grande Reserve: loại đặc biệt hiếm quý. Tuổi từ 45 năm trở lên.

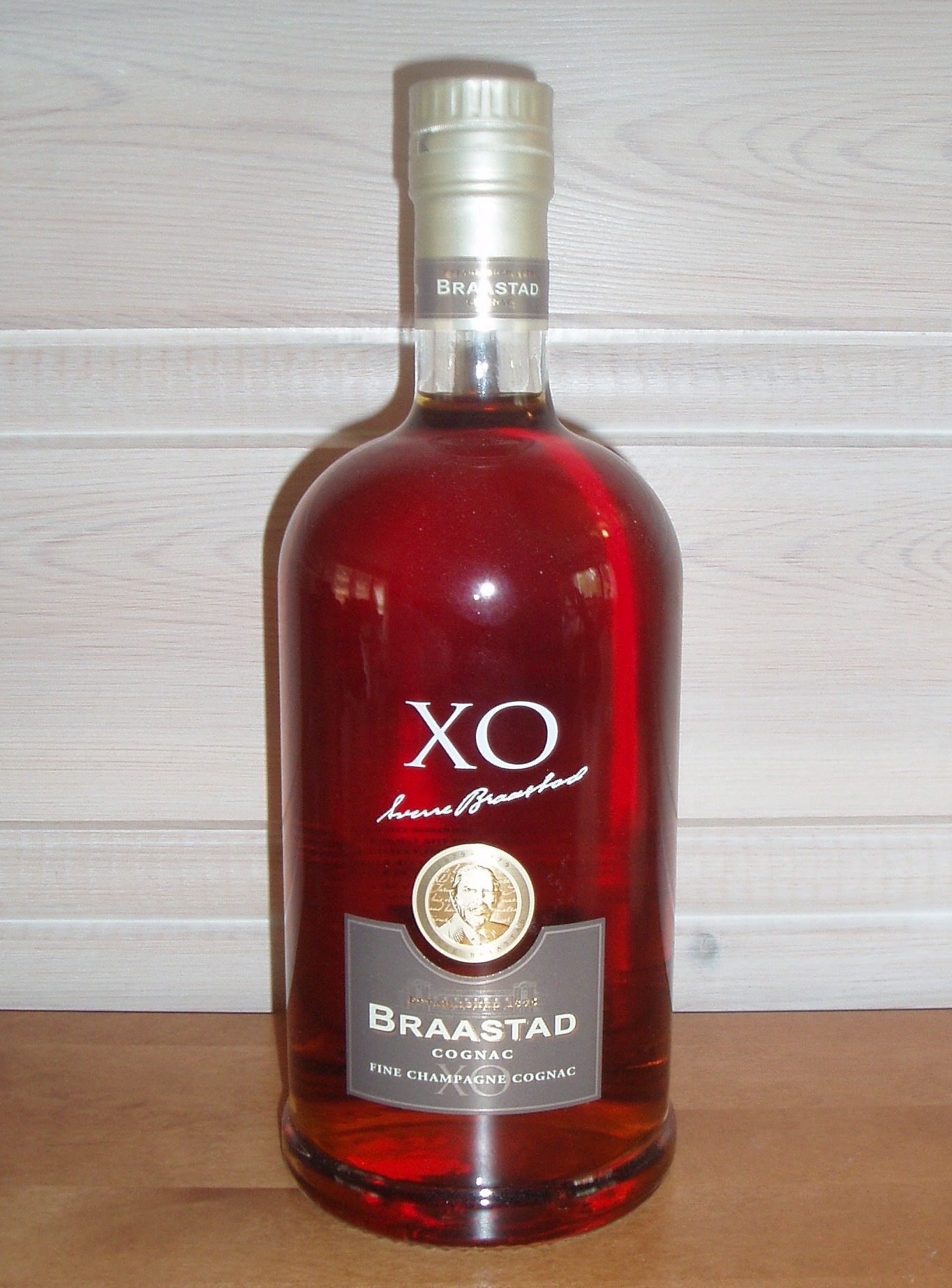
Rượu X.O. Braastad
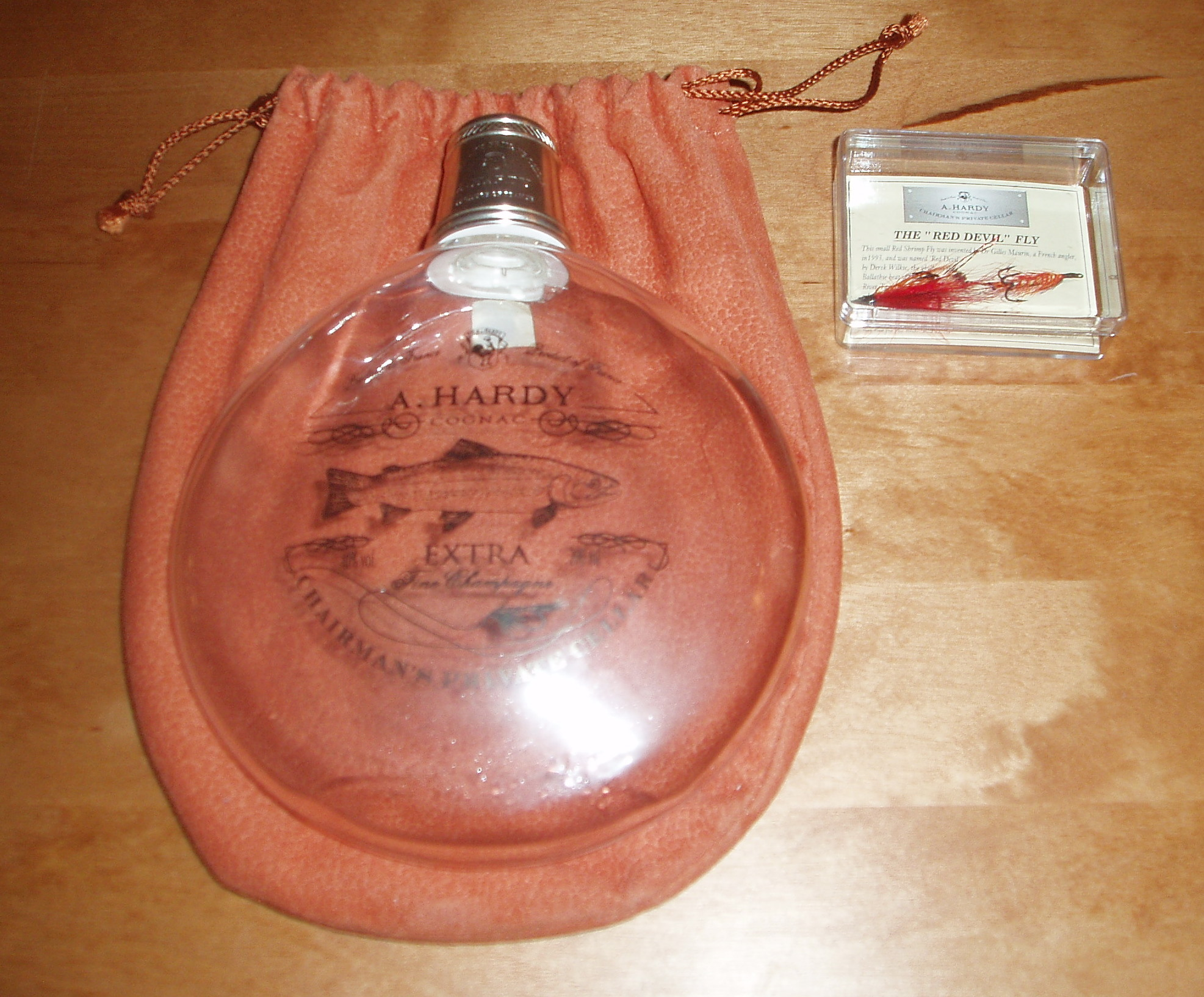
Rượu Extra Hardy

## Thưởng thức
Thông thường theo truyền thống Brandy thường chỉ uống không đá và sử dụng ly brandy (hay còn gọi là ly sniffer hay ly cognac). Brandy luôn được coi là một đồ uống quý tộc, thanh tao và thường được uống sau giờ ăn tối. Là một loại đồ uống thích hợp với cigar.